# 354
354（三百五十四、さんびゃくごじゅうよん）は自然数、または整数において、353の次で355の前の数である。

## 性質
- 354は合成数であり、約数は 1, 2, 3, 6, 59, 118, 177, 354 である。
  - 約数の和は720。
    - 84番目の過剰数である。1つ前は352、次は360。
- 354 = 14 + 24 + 34 + 44
  - 自然数の4乗和とみたとき1つ前は98、次は979。
  - 4連続整数の4乗和とみたとき1つ前は98、次は978。ただし自然数の範囲では最小。
  - n = 4 のときの 1n + 2n + 3n + 4n の値とみたとき1つ前は100、次は1300。
  - 354 = 04 + 14 + 24 + 34 + 44
    - 0を含めた5連続整数の4乗和とみたとき1つ前は99、ただし負の数を除くと最小、次は979。
- 37番目の楔数である。1つ前は345、次は357。
- 約数の和が354になる数は1個ある。(353) 約数の和1個で表せる73番目の数である。1つ前は352、次は363。
- 各位の和が12になる30番目の数である。1つ前は345、次は363。
- 各位の積が各位の和の5倍になる4番目の数である。1つ前は345、次は435。(オンライン整数列大辞典の数列 A062382)
- 354 = 12 + 82 + 172 = 42 + 72 + 172 = 42 + 132 + 132 = 72 + 72 + 162 = 82 + 112 + 132
  - 3つの平方数の和5通りで表せる8番目の数である。1つ前は350、次は381。(オンライン整数列大辞典の数列 A025325)
  - 354 = 12 + 82 + 172 = 42 + 72 + 172 = 82 + 112 + 132
    - 異なる3つの平方数の和3通りで表せる32番目の数である。1つ前は353、次は366。(オンライン整数列大辞典の数列 A025341)
- 桁で並べ替えをすると連続自然数になる37番目の数である。1つ前は345、次は423。(オンライン整数列大辞典の数列 A288528)
- n = 354 のとき n と n − 1 を並べた数を作ると素数になる。n と n − 1 を並べた数が素数になる44番目の数である。1つ前は342、次は372。(オンライン整数列大辞典の数列 A054211)

## その他 354 に関連すること
- 西暦354年
- 12朔望月の長さはおよそ354日である（平均朔望月の12倍は約354.36707日）。30日の月と29日の月が6回ずつでちょうど354日となる。
- 太陰暦であるイスラム暦においては、30年のうち19年の1年の日数が354日である。
- 太陰太陽暦（旧暦）においても、平年の大半で1年の日数が354日となる。
- グレゴリオ暦の平年においては年始から354日目は12月20日。閏年の場合は12月19日。

## 関連事項
- 数に関する記事の一覧
- 暦